# World of Wonder
World of Wonder Productions es una compañía creada en 1991 fundada por Fenton Bailey y Randy Barbato, en Los Ángeles, California.La compañía se especializa en películas y documentales LGBT, incluyendo producciones como la multi galardonada RuPaul's Drag Race.

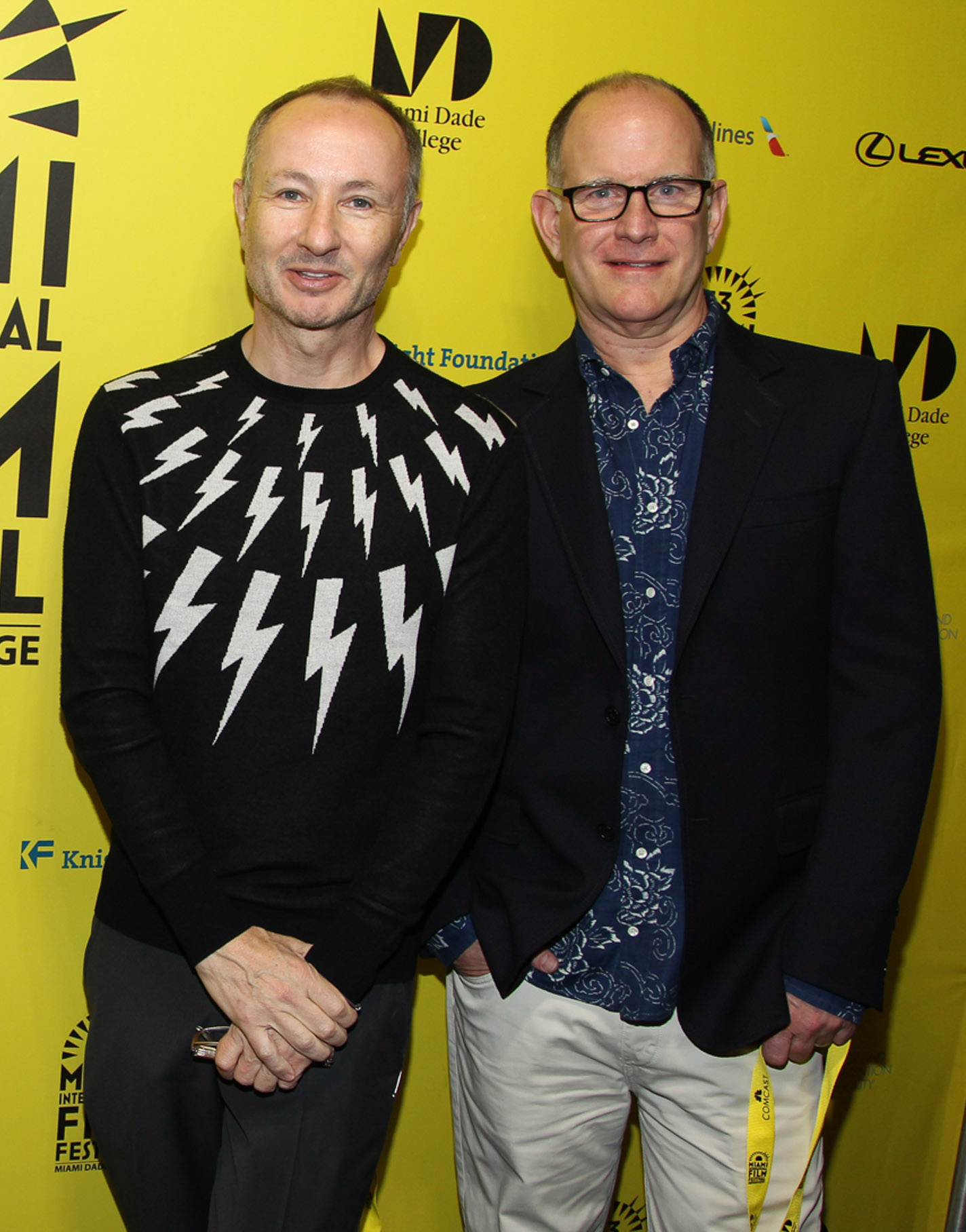
Los Fundadores de World of Wonder, en 2016.

## Producción
World Of Wonder produce contenido mayormente para Estados Unidos y el Reino Unido, incluyendo canales como Cinemax, HBO, TLC, A&E, Bravo, FIVE, Showtime, MTV, VH1, BBC en el Reino Unido, Netflix y Paramount+  mundialmente.
La compañía se ha destacado por su documental Transgeneration, que en 2006 ganó el Premio GLAAD a Mejor Documental.
En 2009 comenzó a producir en reality de Rupaul, RuPaul's Drag Race ganador de múltiples Premios Emmy, estos incluyen los spinoffs de esta. En 2017 produjo el documental Gender Revolution, conducido por la periodista estadounidense Katie Couric y National Geographic.

## WOW Presents Plus
En 2018, World of Wonder lanzó una plataforma de streaming llamada UAU Plus, para así distribuir mundialmente el reality show Drag Race.